# Гауке
Гауке (пол. Hauke) — польский графский и дворянский род герба Босак (пол. Hauke-Bosak).
Происходит из Фландрии, где предки его упоминаются в XV веке Фридрих Гауке (пол. Fryderyk Karol Hauke) (Гаук; 1737—1810) переселился в Варшаву, где был директором лицея. Сын его, Маврикий Фёдорович (1775—1830), граф, генерал от артиллерии и военный министр Царства Польского, пал жертвой польских мятежников в самом начале восстания 1830 года.
Дочь его Юлия (1825—1895) вышла за принца Александра Гессен-Дармштадтского, получила титул графини, а впоследствии княгини Баттенберг, и была матерью бывшего князя Болгарии, принца Александра Баттенберга, позже графа Гартенау.
Племянник Маврикия, Юзеф (1834—1871), играл выдающуюся роль в польском восстании 1863—64 годов и убит в рядах французских войск под Дижоном в 1870 году.

## Описание герба
В щите пересеченном на две части, из коих верхняя голубого, а нижняя золотого цвета, лев полу-золотой и полу-голубой, вправо, держащий перед собою багор. В навершии шлема выходящий золотой лев с багром, вправо. 

## Известные представители
Вышеописанный герб вместе с потомственным дворянством был пожалован за доблестные заслуги трём братьям Гауке:
- Маврикию — генерал-лейтенанту Польских войск,
- Осипу[пол.] — подполковнику Главного штаба тех же войск и
- Людовику[пол.] — статс-референдарию

грамотой императора Николая I от 2 (14) февраля 1826 года.